# 대설주의보
《대설주의보》는 1983년 4월 20일, 민음사에서 발행한, 시인 최승호의 첫 시집이다. 제6회 오늘의 작가상 수상작이다. 군부독재로 온통 사회가 꽁꽁 얼어붙어 있던 1980년대 초, 대설주의보는 독자들의 뇌리 속에 "백색의 계엄령"으로 더 강렬하게 인식되어 있다. 천지를 하얗게 뒤덮으며 다투어 몰려오는 눈보라의 이미지는 고스란히 그 시대의 정치·사회적 상황을 말하는 것이었기 때문이다.
생태시인으로 불리는 최승호의 도시와 문명, 산업화에 대한 비판적 인식이 드러나 있으며, 세속화된 도시에서 살아가는 현대인의 모순된 삶을 반어적으로 그렸다.